# Актюбинский сельсовет (Астраханская область)
Актюбинский сельсовет — муниципальное образование в составе Володарского района Астраханской области, Российская Федерация. Административный центр — посёлок Трубный.

## Географическое положение
Сельсовет расположен в южной части территории Астраханской области в составе Володарского района. Рельеф — низменная равнина, сильно рассечена рукавами, ериками, протоками. Растительность в основном расположена узкими полосами вдоль ериков, протоков в виде камыша и деревьев. По территории Сельсовета протекают реки Бузан, Чурка и Таловая.
Сельсовет граничит с территориями Красноярского района, МО Поселок Винный и Поселок Володарский, а также сельсоветами: Хуторским, Тулугановским, Большемогойским, Козловским.

## История
В 1919 году Актюбинский сельсовет был в составе Архаровской волости Красноярского уезда, в 1925 году он был включён в состав Могойского района, после (в сентябре 1926 года) был передан в состав Марфинского района, затем (в 1931 году) — Володарского района, в военном 1944 году вернулся в состав Марфинского района, отошёл в 1963 году Красноярскому району, и наконец в 1965 году вошёл в территорию Володарского района.
Название сельсовета происходит от названия села Актюбе. В своё время это село было центром сельсовета, на территории которого находились школа, медпункт и большая часть населения сельсовета (впоследствии административные функции перешли в посёлок Трубный, в котором на данный момент и проживает большая часть населения сельсовета).

## Население
| 2010  | 2012  | 2013  | 2014  | 2015  | 2016  | 2017  |
| ----- | ----- | ----- | ----- | ----- | ----- | ----- |
| 1762  | ↗1781 | ↗1798 | ↗1820 | ↗1839 | ↘1792 | ↗1794 |
| 2018  | 2019  | 2020  | 2021  |       |       |       |
| ↘1777 | ↘1769 | ↘1755 | ↘1519 |       |       |       |

Население — 1762 человека, из них 858 мужчин и 904 женщины.
Этнический состав
| Национальность | Численность (2010) | Процент |
| -------------- | ------------------ | ------- |
| Казахи         | 1477               | 83,5%   |
| Русские        | 199                | 11,3%   |
| Татары         | 36                 | 2%      |
| Чеченцы        | 16                 | 0,9%    |
| Азербайджанцы  | 8                  | 0,5%    |
| Турки          | 6                  | 0,3%    |
| Корейцы        | 5                  | 0,3%    |
| Кумыки         | 3                  | 0,2%    |
| Не указана     | 17                 | 1%      |
| Всего          | 1768               | 100%    |

## Состав
В состав поселения входят следующие населённые пункты:
| Населённый пункт   | Население, человек (2010) |
| ------------------ | ------------------------- |
| Трубный, посёлок   | 715                       |
| Актюбе, село       | 92                        |
| Кзыл-Тан, село     | 141                       |
| Костюбе, посёлок   | 528                       |
| Столбовой, посёлок | 128                       |
| Таловинка, посёлок | 158                       |

## Хозяйство
Ведущей отраслью хозяйства выступает сельское хозяйство; в структуре сельскохозяйственных угодий (11,57 км², 80,7 % всех земель сельсовета) наибольшую площадь занимают пастбища (8,25 км² 57,5 %), сенокосы (3,32 км² 23,2 %). Животноводство — разведение крупного рогатого скота, свиней, овец, коз, лошадей и птиц, основная продукция — мясо, молоко, шерсть и яйца. Растениеводство — выращивание овощей и картофеля. Развито рыболовство.
Среди учреждений социальной сферы в центре сельсовета действуют 2 фельдшерско-акушерских пункта (посёлков Костюбе и Трубный), школа посёлка Костюбе и Школа-сад п. Трубный, Актюбинский сельский Дом культуры (п. Трубный, 70 посадочных мест).